# شیرین‌بلاغ (قم)
شیرین بلاغ، روستایی است از توابع بخش مرکزی شهرستان قم در استان قم ایران.

## جمعیت
این روستا در دهستان قمرود قرار دارد و براساس سرشماری مرکز آمار ایران در سال ۱۳۸۵، جمعیت آن زیر سه خانوار بوده‌است.